# Mauritia flexuosa
Mauritia flexuosa là loài thực vật có hoa thuộc họ Arecaceae. Loài này được L.f. mô tả khoa học đầu tiên năm 1782.

## Hình ảnh

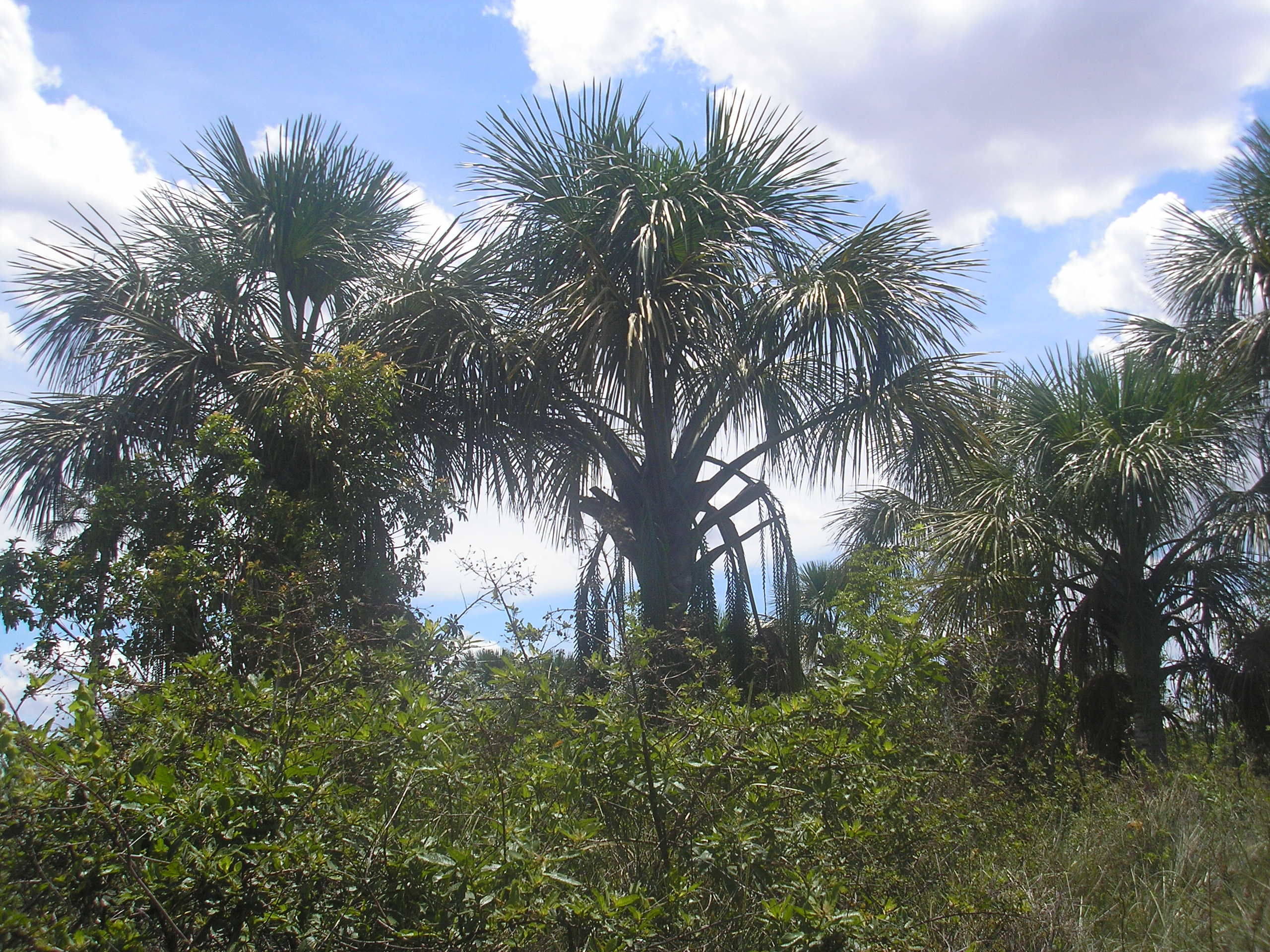
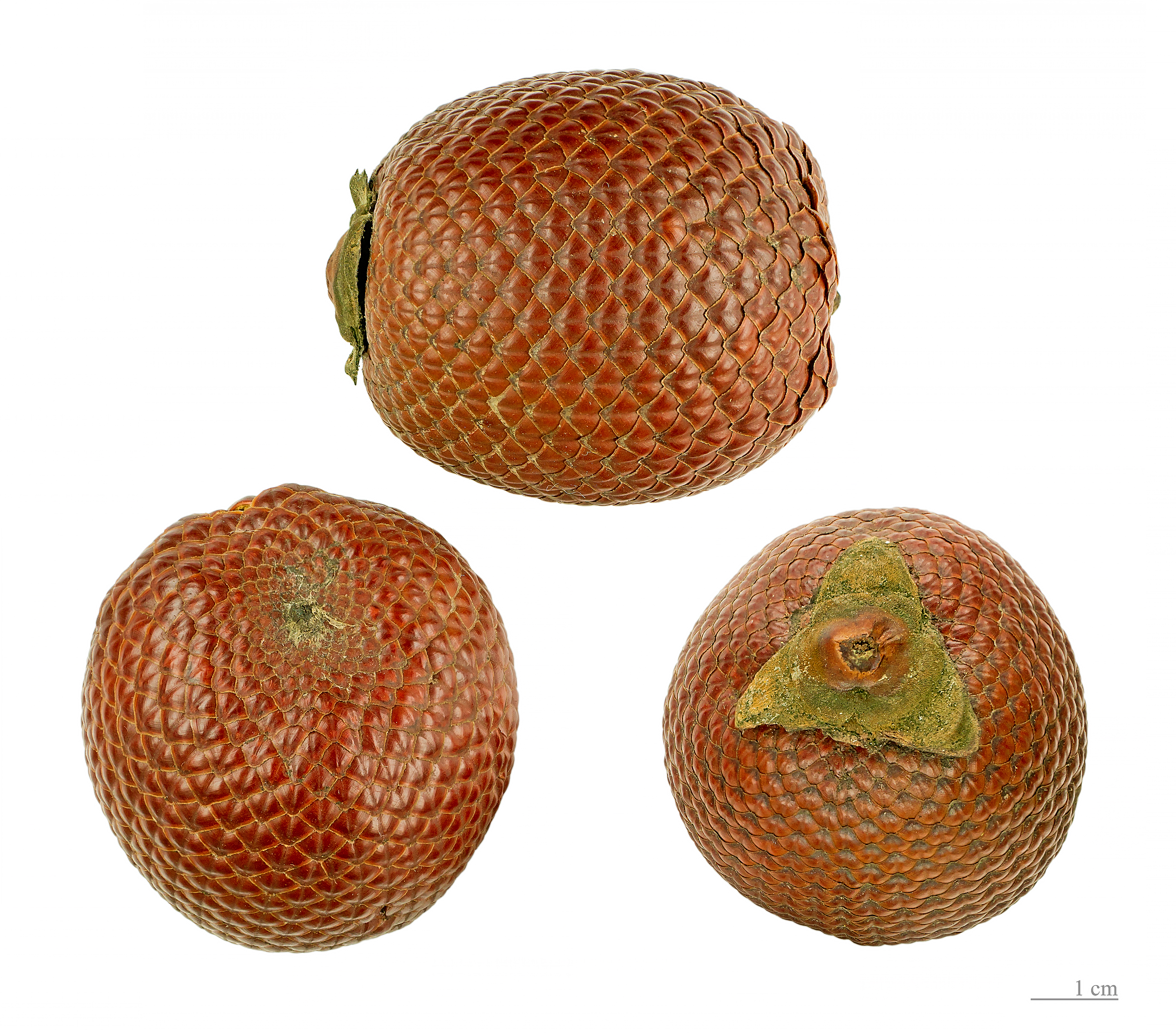
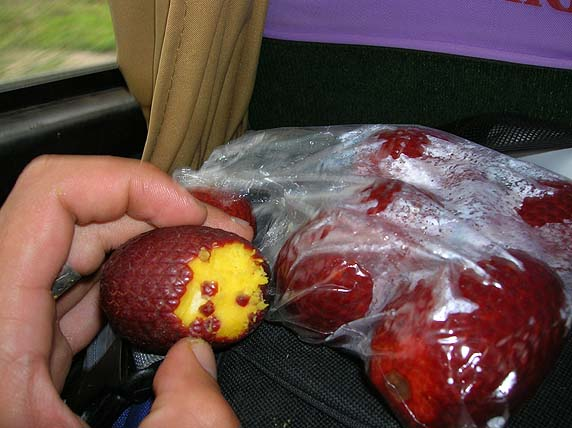
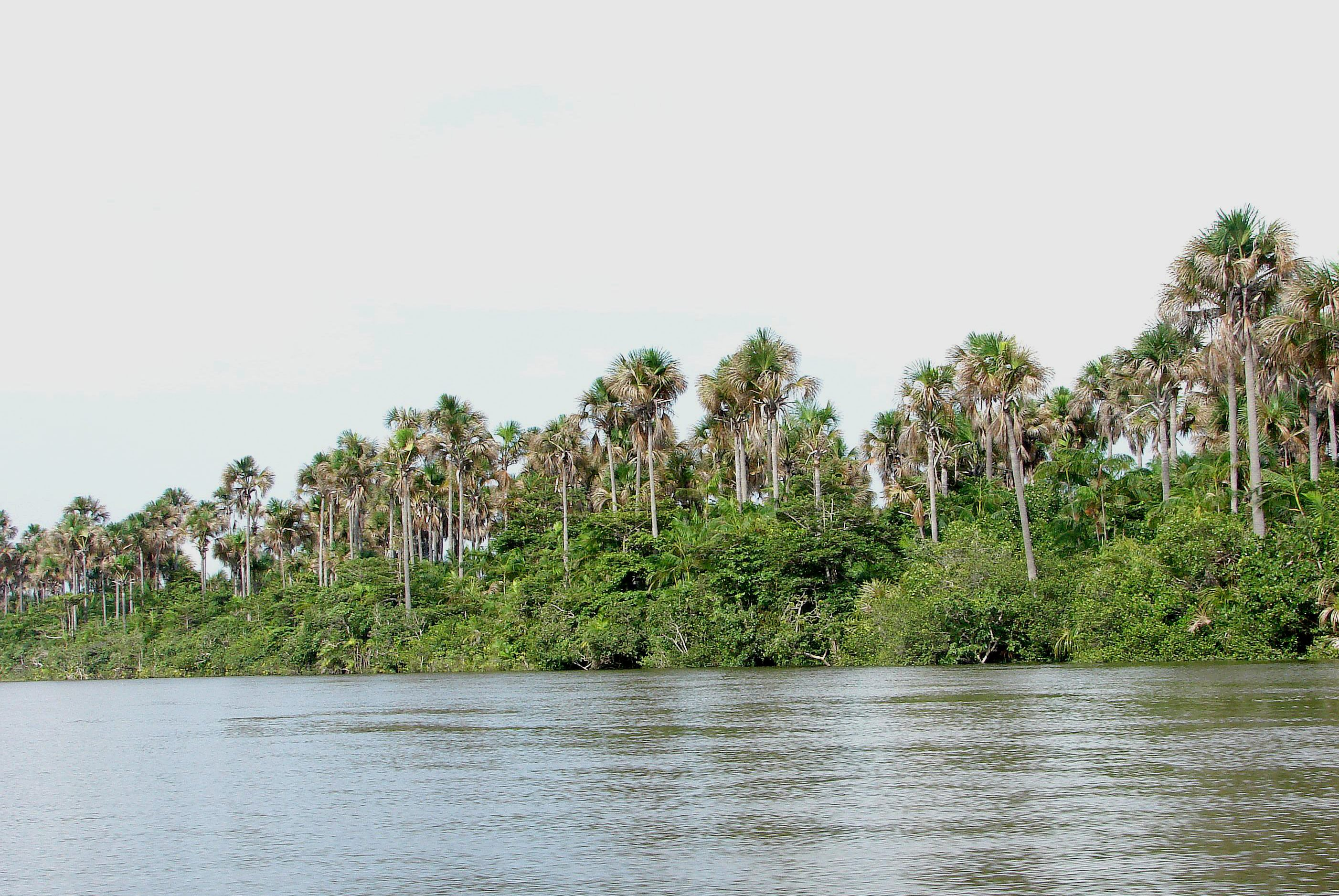
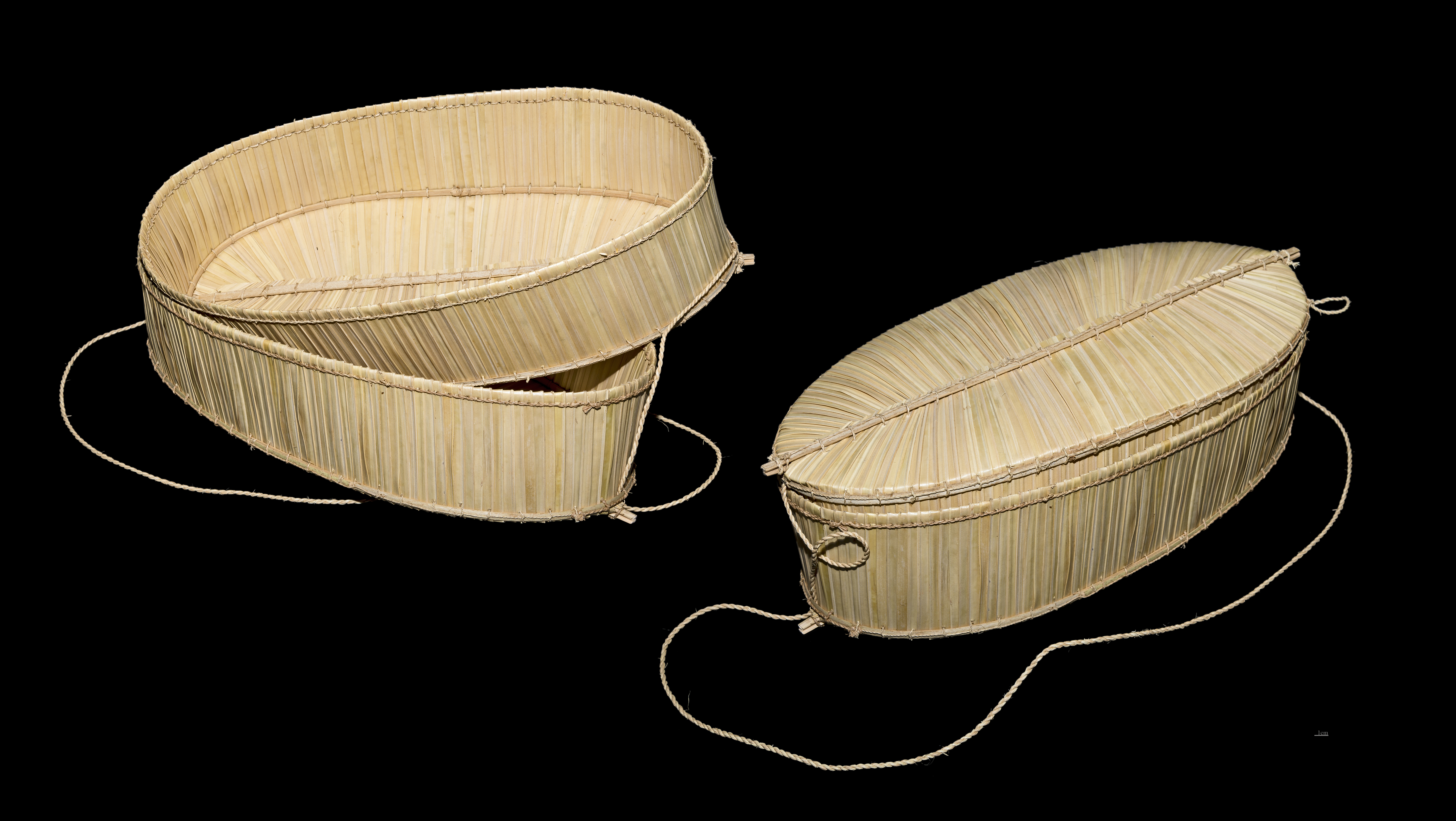